# No Type
No Type è un singolo del duo hip hop statunitense Rae Sremmurd, pubblicato nel 2014 ed estratto dall'album SremmLife.

## Tracce
- Download digitale

1. No Type – 3:21

## Classifiche
| Classifica (2014) | Posizione raggiunta |
| ----------------- | ------------------- |
| Stati Uniti       | 16                  |